# 루실 블리스
루실 블리스(영어: Lucille Bliss, 1916년 3월 31일 ~ 2012년 11월 8일)는 미국의 배우이다. 만화 영화 스머프에서 스머페트의 목소리를 맡았다.
2012년 11월 8일 노환으로 세상을 떠났다.